# انتخابات ریاست‌جمهوری فرانسه (۱۹۶۵)
انتخابات ریاست جمهوری فرانسه ۱۹۶۵ اولین انتخابات مستقیم ریاست جمهوری در جمهوری پنجم و اولین انتخابات پس از جمهوری دوم در ۱۸۴۸ بود که در ۵ دسامبر و ۱۹ دسامبر برگزار شد. شارل دو گل با کسب ۱۳٬۰۸۳٬۶۹۹ رای و ۵۵ درصد آرا به‌عنوان رئیس جمهور فرانسه انتخاب شد.